# Dibamus vorisi
Dibamus vorisi — вид ящірок з родини дібамових (Dibamidae). Описаний у 2004 році.

## Назва
Вид названо на честь американського герпетолога Гарольда Найта Воріса (народився в 1940 році).

## Поширення
Вид зустрічається на півночі Борнео у малайському штаті Сабах. Відомий лише з двох екземплярів, що зібрані у долині Данум в окрузі Лахад-Дату. Мешкає в первинному низинному диптерокарповому лісі, під поверхнею ґрунту та відмерлого листя, в межах опор дерев, у первинному лісі, на висоті нижче 300 м над рівнем моря.

## Опис
Тіло сягає 9 см завдовжки. Хвіст короткий, близько 14 % SVL у самців і лише близько 6 % SVL у самиць.